# شهرداری کرمانشاه
شهرداری کرمانشاه یک نهاد عمومی اما غیردولتی در شهر کرمانشاه است. این نهاد عمومی مسئولیت اداره کلانشهر کرمانشاه را به عهده دارد. مدیریت این سازمان با شهردار کرمانشاه است که از طریق آرای شورای اسلامی شهر کرمانشاه انتخاب می‌شود و حکم وی توسط وزیر کشور ابلاغ می‌شود. شهرداری کرمانشاه، شامل ۸ منطقه‌است و اداره مناطق شهری کرمانشاه به عهده شهردار هر منطقه می‌باشد. بودجه شهرداری از بودجه دولتی کلانشهرها، درآمدهای نقدی و غیرنقدی خود شهرداری و نیز عوارض پرداختی شهروندان کرمانشاهی تأمین می‌شود.
نادر نوروزی در جلسه ۲۱ آذر ۱۴۰۰ شورای شهر کرمانشاه به سمت شهردار این شهر انتخاب شد و هم‌اکنون این سمت را بر عهده دارد.

## تاریخچه

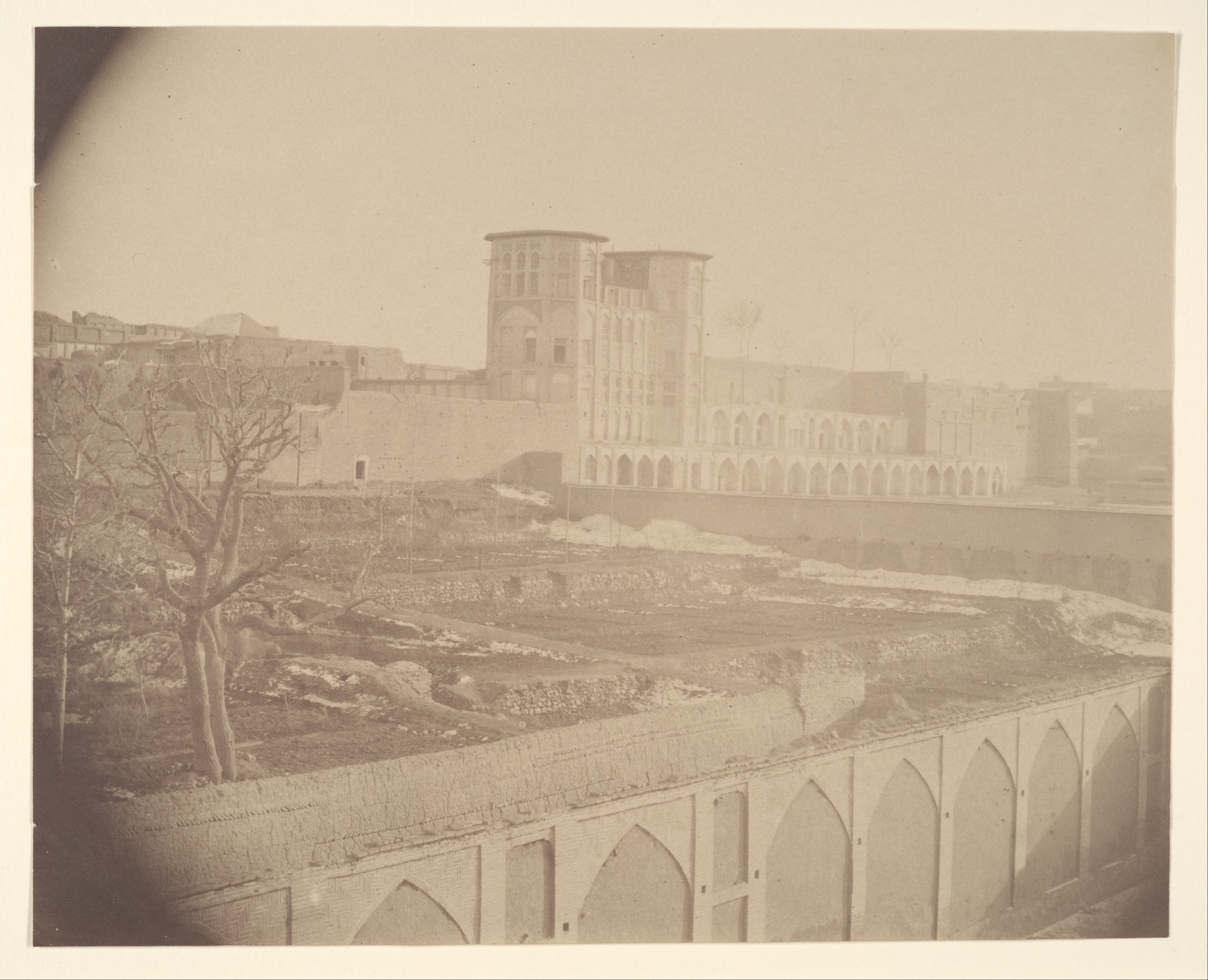
عمارت دیوانخانه که شهرداری کرمانشاه در بدو تأسیس در آنجا تشکیل شد.

گفته می‌شود که در زمان حکومت امیرنظام گروسی در دوره قاجار در سال‌ ۱۲۳۶ خورشیدی (۱۸۵۷ میلادی) فردی به نام امیرمجلل دولتشاهی اقدام به تأسیس بلدیه در شهر کرمانشاه کرده‌است.

اما در برخی منابع از تشکیل انجمن بلدیه کرمانشاه در زمان حکومت قاجاریان در میان سال‌های ۱۲۷۹ تا ۱۲۹۰ خورشیدی در محل دیوانخانه یاد شده‌‌است. وظیفه این انجمن رفت‌وروب معابر پر رفت‌وآمد و روشن کردن چراغ‌های پیه‌سوز گذرگاه‌ها بوده‌است و این مسائل تا زمان اولین شهردار کرمانشاه، اسدالله خان فزونی اهم وظایف شهرداری کرمانشاه بود. فزونی در زمان شهرداری‌اش به ایجاد خیابان شاه‌بختی از پل اجلالیه تا سه‌راه پهلوی (شریعتی)، سنگفرش خیابان‌های شهر و نصب فانوس‌های نفتی در معابر شهر اقدام می‌کند. نام بلدیه در سال ۱۳۱۷ به شهرداری تغییر یافت.
کرمانشاه از زمان تأسیس بلدیه در سال ۱۲۹۹ تاکنون ۸۳ شهردار و سرپرست داشته‌است. هم‌اکنون شهر کرمانشاه از نظر تقسیمات منطقه‌ای شهرداری به ۸ منطقهٔ شهرداری تقسیم شده‌است.

## ساختمان شهرداری
شهرداری کرمانشاه از بدو تأسیس تاکنون در ۶ ساختمان مختلف استقرار داشته‌است. نخستین ساختمان دیوانخانۀ کرمانشاه بود که انجمن بلدیه در بدو تأسیس در قسمتی از آن قرار داشت. از سال ۱۳۰۴ تا ۱۳۰۸ بلدیه به ساختمان تلفنخانه واقع در قسمت جنوبی مسجد امیرنظام منتقل شد. در سال ۱۳۰۹ بلدیه بار دیگر جابه‌جا شد و تا سال ۱۳۱۶ در محل ساختمان توکلی واقع در خیابان سپه که بعداً به بانک صادرات شعبۀ خیابان مدرس تبدیل شد به فعالیت پرداخت. از سال ۱۳۱۷ بلدیه که به شهرداری تغییر نام یافته‌بود به میدان شهرداری سابق منتقل شد و در ضلع جنوبی میدان استقرار یافت. در سال ۱۳۲۰ شهرداری بار دیگر تغییر مکان داد و این بار در همان میدان به ساختمان رئیسیان در ضلع شمالی (مکان کنونی مسجد شریف معتضدی) که برای شهرداری اجاره شده‌بود منتقل شد و تا سال ۱۳۳۸ در آن مکان ماند. در آن سال سلطان‌محمد دولتشاهی شهردار وقت کرمانشاه با جلب موافقت دورۀ‌ دوازدهم انجمن شهر کرمانشاه ساختمان ساختمان کنونی شهرداری کرمانشاه را که در سال ۱۲۷۵ خورشیدی (۱۸۹۷ میلادی) توسط سفارت انگلیس جهت کنسولگری بریتانیا در کرمانشاه ساخته شده‌بود به عنوان مکان دائمی شهرداری کرمانشاه خریداری کرد و از سال ۱۳۳۹ شهرداری به این مکان جدید نقل مکان کرد و تاکنون نیز در همین ساختمان به فعالیت خود ادامه می‌دهد.
 این ساختمان در میان باغی قرار دارد که سالن اجتماعات شهرداری کرمانشاه و یک کتابخانه عمومی نیز در آن قرار دارد و قبلاً باغ قنسولخانه نامیده می‌شده‌است.

## ساختار سازمانی شهرداری کرمانشاه

### مناطق
- منطقه ۱ شهرداری کرمانشاه
- منطقه ۲ شهرداری کرمانشاه
- منطقه ۳ شهرداری کرمانشاه
- منطقه ۴ شهرداری کرمانشاه
- منطقه ۵ شهرداری کرمانشاه
- منطقه ۶ شهرداری کرمانشاه
- منطقه ۷ شهرداری کرمانشاه
- منطقه ۸ شهرداری کرمانشاه

### معاونت‌ها
- معاونت برنامه ریزی و توسعه سرمایه انسانی و امور شورا: کاوه مردافکن
- معاونت مالی و اقتصادی: فرهاد تاب‌زر
- معاونت شهرسازی و معماری: بیژن مرادی
- معاونت حمل و نقل و ترافیک: افشین لرزنگنه
- معاونت محیط زیست و خدمات شهری: سجاد یزدانی
- معاونت عمرانی: حمید اعتصام‌فر

### سازمان‌ها
- سازمان مدیریت حمل و نقل مسافر شهرداری کرمانشاه
- سازمان فناوری اطلاعات و ارتباطات شهرداری کرمانشاه
- سازمان عمران و بازآفرینی فضاهای شهری شهرداری کرمانشاه
- سازمان آتش نشانی و خدمات ایمنی شهرداری کرمانشاه
- سازمان آرامستان‌های شهرداری کرمانشاه
- سازمان سیما، منظر و فضای سبز شهری شهرداری کرمانشاه
- سازمان ساماندهی مشاغل شهری و فراورده‌های کشاورزی شهرداری کرمانشاه
- سازمان سرمایه‌گذاری و مشارکت‌های مردمی شهرداری کرمانشاه
- سازمان فرهنگی و امور جتماعی شهرداری کرمانشاه
- سازمان مدیریت پسماند شهرداری کرمانشاه
- سازمان حمل و نقل ریلی شهرداری کرمانشاه
- سازمان حمل ونقل بار شهرداری کرمانشاه

## شهرهای خواهرخوانده
| پرچم | شهر         | کشور    | سال خواهر خواندگی |
| ---- | ----------- | ------- | ----------------- |
|      | رسبورگ      | آمریکا  | دهه ۱۳۵۰          |
|      | سیسیل       | ایتالیا | ۲۰۱۰              |
|      | غازی عینتاب | ترکیه   | ۲۰۱۰              |
|      | اشپلیت      | کرواسی  | ۲۰۱۱              |

## بودجه شهرداری
در ۱۲ مرداد ۱۴۰۰ در جریان مراسم تودیع سعید طلوعی شهردار سابق کرمانشاه اعلام شد که بودجه کرمانشاه تا قبل از قرار دادن این شهر در فهرست کلانشهرهای ایران ۸۰۰ میلیارد تومان بوده‌است. این رقم پس از کلانشهر اعلام شدن کرمانشاه به ۳ هزار میلیارد تومان رسیده‌است. در همین مراسم اعلام شد که شهرداری کرمانشاه ماهیانه ۴۵ میلیارد تومان بابت حقوق پرسنل شهرداری پرداخت می‌کند. از این میزان ۲ هزار و ۱۴۶ میلیارد تومان معادل با ۷۲٪ بودجه عمرانی بوده و مابقی به میزان ۸۵۴ میلیارد معادل با ۲۸ درصد به بودجه جاری اختصاص داشته‌است. علی جمور مدیرکل بودجه شهرداری کرمانشاه در ۹ آبان ۱۴۰۰ اعلام کرد که از بودجه عمرانی کرمانشاه در سال ۱۴۰۰ مبلغ ۷۰۰ میلیارد تومان به تکمیل قطارشهری، ۲۰۰ میلیارد تومان به خرید ۵۰ دستگاه اتوبوس، ۱۰۰ میلیارد تومان به آسفالت و ۶۰ میلیارد تومان به توسعۀ فضای سبز اختصاص یافته و سهم سازمان فرهنگی، اجتماعی و ورزشی شهرداری نیز ۹ میلیارد تومان بوده‌است.
بودجه شهرداری کلانشهر کرمانشاه در سال ۱۴۰۳ مبلغ ۶۳۰۰ میلیارد تومان بوده است. همچنین لایحه بودجه شهرداری کرمانشاه برای سال ۱۴۰۴، ۸۵۰۰ میلیارد تومان بوده است.

## فساد در شهرداری کرمانشاه
در ۱۱ مهر ۱۳۹۳ سخنگوی شورای اسلامی شهر کرمانشاه از «برخی موارد و شبهات اقتصادی همانند اختلاس» در مورد برخی شهرداران و افراد مربوط به شهرداری کرمانشاه صحبت کرد و این مسئله را در دست بررسی اعلام کرد.

در ۱۷ مرداد ۱۳۹۸ نائب رئیس شورای شهر کرمانشاه از بازداشت مدیر عامل سابق یکی از سازمان‌های شهرداری کرمانشاه به جرم اختلاس روز سه‌شنبه توسط دستگاه‌های نظارتی و امنیتی خبر داد.
در ۲۳ دی ۱۳۹۸ رییس کل دادگستری استان کرمانشاه اعلام کرد که ۹۷ نفر از اعضای سابق شورای شهر و کارکنان شهرداری کرمانشاه به عنوان رشوه‌گیرنده به همراه تعدادی آپارتمان‌ساز به عنوان رشوه‌دهنده تحت تعقیب کیفری قرار گرفته و برای آن‌ها پرونده‌ای ۷۶ جلدی گشوده شده که منتهی به صدور کیفرخواستی ۱۲۰ صفحه‌ای شده است. به گفتۀ وی این افراد در ارتباط با کمیسیون مادۀ ۱۰۰ شهرداری به عنوان واسطه با آپارتمان‌سازهای کرمانشاه ارتباط برقرار کرده و با سوءاستفاده از ارتباط خود با شهرداری و شورای شهر از آپارتمان‌سازها وجوهی را اخذ کرده و بین اعضای شورای شهر و پرسنل شهرداری توزیع کرده‌اند. در این پرونده علاوه بر جرایمی مانند نگهداری سلاح، مشروبات الکلی، موادمخدر و جعل سند رسمی و پولشویی، در حدود ۷۰ میلیارد ریال و یک دستگاه خودروی سانتافه به عنوان رشوه رد و بدل شده‌است. به گفتۀ رییس کل وقت دادگستری استان کرمانشاه از میان این افراد ۱۴ نفر براساس تصمیم دادسرای کرمانشاه از شغل خود معلق شده‌اند.
در ۱۲ آبان ۱۴۰۰ دادستان عمومی و انقلاب استان کرمانشاه از دستگیری دو کارمند شهرداری کرمانشاه خبر داد که با جعل عنوان اقدام به کلاهبرداری و اخاذی از مردم به میزان ۱۰ میلیارد ریال کرده‌بودند. وی اعلام کرد که این دو نفر به اختلاس نیز متهم شده‌اند.
در ۱۲ دی ۱۴۰۱ همایون نوری شهردار منطقۀ ۴ و یکی از پیمانکاران منطقۀ ۷ به خاطر تخلفات مالی توسط وزارت اطلاعات بازداشت شدند. پیش از این نیز دامون مؤمنی شهردار منطقه ۸ به همراه چهار کارمند عوارض خودروی شهرداری، مدیر امور پیمان و قراردادهای یکی از مناطق و دو پیمانکار دیگر به خاطر تخلفات مالی بازداشت شده‌بودند. در ۲۰ دی ۱۴۰۱ دادستان عمومی و انقلاب استان کرمانشاه از دستگیری و بازداشت موقت تعدادی از مدیران شهرداری کرمانشاه به جرم رشا، ارتشاء و تبانی در معاملات دولتی طی دو ماه اخیر خبر داد.